# Stanley Sheff
Stanley Sheff est un réalisateur américain. Il a travaillé pour la télévision, le théâtre et le cinéma. Sa collaboration avec Orson Welles l'a amené à réaliser le film L'Homme homard venu de Mars avec Tony Curtis, le titre ayant été suggéré par Orson Welles lui-même.

## À la télévision
En tant que réalisateur et monteur pour la télévision, on lui doit notamment :
- The Orson Welles Show (1979), un talk-show servant de pilote pour un projet télévisé qui restera sans suite ;
- TV - The Fabulous Fifties avec comme invités d'honneur Red Skelton et Lucille Ball ;
- Hollywood Outtakes (1983), la première compilation télévisée de scènes de films coupées au montage, présentée par George Burns ;
- Amos 'n' Andy : Anatomy of a Controversy (1983), une rétrospective de l'émission radio (puis télévisée) qui fit scandale dans les années 1960 par sa description peu flatteuse de la communauté afro-américaine ;
- Motown Returns to the Apollo (1985), un concert présenté par Bill Cosby à l'occasion des 50 ans du Apollo Theatre, une célèbre salle de spectacles de la Cité de Westminster ;
- Vincent Price : The Sinister Image (1988), une entrevue avec l'acteur Vincent Price dans le cadre d'une série de documentaires biographiques.

## Au théâtre
On lui doit les pièces The Plush Life, Queen Of Outer Space : The Musical, Dancing Cavalcade - Swing of the 1920s and 1930s, Vaudeville Comes Home, The Black Pirate Musical Spectacular, et Broadway Confidential qui fut joué à guichets fermés devant un public de plus de 2 000 personnes au Orpheum Theatre de Los Angeles.
Il a également réalisé plusieurs spectacles pour le festival annuel organisé par le Los Angeles Conservancy et consacré à la projection de films dans des cadres historiques prestigieux, en présence de personnalités du spectacle telles que Stanley Kramer, Eva Marie Saint, Tony Curtis, Patricia Hitchcock…

## Au cinéma
Stanley Sheff n'a réalisé que deux longs métrages :
- 1976 : Sinister Flesh, une parodie en noir et blanc des films d'horreur du cinéma muet. Le négatif original fut détruit durant un incendie et il ne reste plus aujourd'hui que 27 minutes de film.
- 1989 : L'Homme homard venu de Mars (Lobster Man from Mars) qui parodie les films de science-fiction à petit budget des années 1950, avec notamment Tony Curtis et Patrick Macnee. Le film a été nommé pour le Grand Prix du jury au Festival de Sundance.

Il a un caméo dans Waxwork 2 (1992) où il est le porte-parole du jury qui juge Mary pour le meurtre de son beau-père.
Il travaille actuellement (2009) sur deux projets : Out of Nowhere et Cat Women of the Atomic Cavern.

## À la radio
Au début des années 1980, il a produit, réalisé et animé The Young Marquis And Stanley, une émission humoristique populaire qui était diffusée le dimanche soir sur KROQ (Los Angeles).